# Vicepresidente del Brasile
I vicepresidenti del Brasile si sono succeduti a partire dal 1891.

## Lista
| #  | Foto | Nome                                  | Dal                                 | Al                                  | Partito                                                | Presidente                         |
| -- | ---- | ------------------------------------- | ----------------------------------- | ----------------------------------- | ------------------------------------------------------ | ---------------------------------- |
| 1  |      | Floriano Vieira Peixoto               | 26 febbraio 1891                    | 23 novembre 1891                    |                                                        | Manuel Deodoro da Fonseca          |
| 2  |      | Manuel Vitorino Pereira               | 15 novembre 1894                    | 15 novembre 1898                    |                                                        | Prudente de Morais                 |
| 3  |      | Francisco de Assis Rosa e Silva       | 15 novembre 1898                    | 15 novembre 1902                    |                                                        | Manuel Ferraz de Campos Sales      |
| -  |      | Francisco Silviano de Almeida Brandão | Deceduto prima di entrare in carica | Deceduto prima di entrare in carica | Partito Repubblicano di Minas Gerais                   | Rodrigues Alves                    |
| 4  |      | Afonso Augusto Moreira Pena           | 17 giugno 1903                      | 15 novembre 1906                    | Partito Repubblicano di Minas Gerais                   | Rodrigues Alves                    |
| 5  |      | Nilo Procopio Peçanha                 | 15 novembre 1906                    | 14 giugno 1909                      |                                                        | Afonso Pena                        |
| 6  |      | Venceslau Braz Pereira Gomes          | 15 novembre 1910                    | 15 novembre 1914                    | Partito Repubblicano di Minas Gerais                   | Hermes da Fonseca                  |
| 7  |      | Urbano Santos da Costa Araújo         | 15 novembre 1914                    | 15 novembre 1918                    |                                                        | Venceslau Braz                     |
| 8  |      | Delfim Moreira da Costa Ribeiro       | 15 novembre 1918                    | 1º luglio 1920                      | Partito Repubblicano di Minas Gerais                   | Rodrigues Alves/Epitacio Pessoa    |
| 9  |      | Francisco Álvaro Bueno de Paiva       | 10 novembre 1920                    | 15 novembre 1922                    | Partito Repubblicano di Minas Gerais                   | Epitacio Pessoa                    |
| 10 |      | Estácio Coimbra                       | 15 novembre 1922                    | 15 novembre 1926                    |                                                        | Artur Bernardes                    |
| 11 |      | Fernando de Mello Vianna              | 15 novembre 1926                    | 24 ottobre 1930                     | Partito Repubblicano di Minas Gerais                   | Washington Luiz                    |
| -  |      | Vital Henrique Batista Soares         | Mai entrato in carica               | Mai entrato in carica               |                                                        | Julio Prestes                      |
| 12 |      | Nereu de Oliveira Ramos               | 31 gennaio 1946                     | 31 gennaio 1951                     | Partito Social Democratico                             | Dutra                              |
| 13 |      | João Café Filho                       | 31 gennaio 1951                     | 24 agosto 1954                      | Partito Sociale Progressista                           | Getúlio Vargas                     |
| 14 |      | João Belchior Marques Goulart         | 31 gennaio 1956                     | 7 settembre 1961                    | Partito Laburista Brasiliano                           | Juscelino Kubitschek/Jânio Quadros |
| 15 |      | José Maria Alckmin                    | 15 aprile 1964                      | 15 marzo 1967                       | Partito Social Democratico                             | Castelo Branco                     |
| 16 |      | Pedro Aleixo                          | 15 marzo 1967                       | 6 ottobre 1969                      | ARENA                                                  | Artur da Costa e Silva             |
| 17 |      | Augusto Hamann Rademaker Grünewald    | 30 ottobre 1969                     | 15 marzo 1974                       | ARENA                                                  | Garrastazú Medici                  |
| 18 |      | Adalberto Pereira dos Santos          | 15 marzo 1974                       | 15 marzo 1979                       | ARENA                                                  | Ernesto Geisel                     |
| 19 |      | Antonio Aureliano Chaves de Mendonça  | 15 marzo 1979                       | 15 marzo 1985                       | ARENA                                                  | João Figueiredo                    |
| 20 |      | José Sarney                           | 15 marzo 1985                       | 21 aprile 1985                      | Partito del Movimento Democratico Brasiliano           | Tancredo Neves                     |
| 21 |      | Itamar Augusto Cautiero Franco        | 15 marzo 1990                       | 29 dicembre 1992                    | Partito del Movimento Democratico Brasiliano           | Fernando Collor de Mello           |
| 22 |      | Marco Maciel                          | 1º gennaio 1995                     | 1º gennaio 2003                     | Democratici                                            | Fernando H. Cardoso                |
| 23 |      | José Alencar Gomes da Silva           | 1º gennaio 2003                     | 1º gennaio 2011                     | Partito Liberale, Partito Repubblicano Brasiliano      | Luiz Inácio Lula da Silva          |
| 24 |      | Michel Temer                          | 1º gennaio 2011                     | 31 agosto 2016                      | Partito del Movimento Democratico Brasiliano           | Dilma Rousseff                     |
| 25 |      | Hamilton Mourão                       | 1º gennaio 2019                     | 1º gennaio 2023                     | Partito Rinnovatore Laburista Brasiliano, Repubblicani | Jair Bolsonaro                     |
| 26 |      | Geraldo Alckmin                       | 1º gennaio 2023                     | in carica                           | Partito Socialista Brasiliano                          | Luiz Inácio Lula da Silva          |